# Марері
Марері (вірм. Մարերի) — десятий місяць старовірменського календаря. Марері мав 30 днів, починався 8 травня і закінчувався 6 червня.
Назва місяця походить від  старовірменської назви кедра − «майрі» (вірм. մայրի).